# Завод Светог Јеронима
Завод Светог Јеронима је римокатолички завод, црква и друштво у Риму, главном граду Италије, у којем се данас школују хрватски свештеници. Назван је по Јерониму Стридонском.
Пореклом сеже у 13. век. Дуго је имао назив „словенски“, а у 15. веку се име замењује називом „илирски“. Овај Завод је 1842. године Аустријско царство преузело под заштиту, а 1862. године у њему је основан Колегијум Св. Ћирила и Методија за клирике и свештенике, који су учили у Риму. Међу његовим каноницима неко време је био Фрањо Рачки (1857—1859), најоданији друг и саветник бискупа Јосипа Јураја Штросмајера.
По бревеу Лава XIII „Slavorum gentem“ имао се тај Завод преуредити у богословско семениште и предати у руке Хрватима, од 29. јула/1. августа 1901. под именом „Collegium Hieronymianum pro Croatica gente“. У првом члану закона тог колегијума се каже, да се колегијум оснива за хрватски народ, у који се примају само питомци за свештенике, који су родом и језиком Хрвати. Чланом 9. набројане су бискупије које су овлашћене да шаљу своје питомце. Завод је неслужбено отворен 1911. године, да би нагло прекинуо рад 1915. године.
Књажевина Црна Гора 1901. године уложила је протест у Ватикану, због новог назива „Collegium Hieronymianum pro Croatica gente“ зато што су и Срби католици из Барске надбискупије имали право на тај завод. О Заводу Св. Јеронима у Риму, односу Црне Горе и Ватикана по питању имена овог Завода, па и Ватикана према Србима уопште 1901—1902. године. До преименовања завода на хрватски, завод су издржавали Срби католици.
Добио је 1971. године од стране Ватикана нови назив "Хрватски завод Св. Јеронима".